# Liste von Mühlen an der Großen und Kleinen Striegis
Die Liste von Mühlen an der Großen und Kleinen Striegis gibt eine Übersicht über die historischen Wassermühlen an der  Großen Striegis, der  Kleinen Striegis und der vereinigten Striegis unabhängig davon, ob sie noch existieren oder bereits verfallen und abgerissen sind. Es wurden über 60 Mühlenstandorte erfasst. Viele Mühlen existieren nicht mehr, einige sind umgebaut und dienen anderen Zwecken.
Bei Mühlen, die unter Denkmalschutz stehen, kann über die ID-Nummer der jeweilige Denkmaltext aus der sächsischen Denkmalliste aufgerufen werden. Die historische Bedeutung der Mühlen als Einzeldenkmale ergibt sich aus dem Denkmaltext des Landesamts für Denkmalpflege Sachsen.

## Legende
- Bild: zeigt ein Bild der Mühle und gegebenenfalls zusätzlich einen Link zu weiteren Fotos im Medienarchiv Wikimedia Commons.
- Bezeichnung: Name der Mühle und gegebenenfalls Bauwerksname des Kulturdenkmals
- Lage: Ortsteil bzw. Gemarkung sowie Straßenname und Hausnummer. Der Link Karte führt zur Kartendarstellung.
- Datierung: gibt das Jahr der Fertigstellung oder den Zeitraum der Errichtung an.
- Beschreibung: Angabe baulicher und geschichtlicher Einzelheiten, von Denkmaleigenschaften sowie ehemaligen Besitzern oder Bewohnern der Mühle
- ID: Falls die Mühle ein Kulturdenkmal ist, ist hier die ID-Nr. des Landesamts für Denkmalpflege Sachsen angegeben. Ein ggf. vorhandenes Icon  führt zu den Angaben bei Wikidata.

## Liste von Mühlen an der Großen Striegis
Die Liste der ehemaligen Mühlen ist entsprechend der örtlichen Lage von der Quelle bis zur Mündung gegliedert.
| Direkt Bild zu diesem Denkmal hochladen | Ölmühle Enzmann Langenau                    | Langenau, Neue Hauptstraße 186 (Karte)            | um 1780            | ehem. Ölmühle August Friedrich Enzmann, später Gewerbebau und Wohnhaus (Linealfabrik Richard und Frieda Loos). Putzbau auf Hakengrundriss mit weitgehend intaktem Wand-Öffnungs-Verhältnis in ortsbildprägender Lage von ortsgeschichtlicher und baugeschichtlicher Bedeutung. | 08991304 |
| Direkt Bild zu diesem Denkmal hochladen | Mühle Langenau                              | Langenau, Mühlenweg 5 (Karte)                     |                    | ehem. Mühle Langenau, genaue Lage unklar |          |
| Direkt Bild zu diesem Denkmal hochladen | Mühle Langenau                              | Langenau, Kleinhartmannsdorfer Straße 2 (Karte)   |                    | ehem. Mühle Langenau, genaue Lage unklar |          |
| Direkt Bild zu diesem Denkmal hochladen | Freimühle Erbisdorf                         | Erbisdorf, Mönchenfrei 4 (Karte)                  | um 1800            | ehem. Freimühle Erbisdorf am Kuhbach, Wohnmühlenhaus; ortshistorische Bedeutung. | 09208591 |
| Direkt Bild zu diesem Denkmal hochladen | Weinholdscher Hammer oder Langenauer Hammer | Langenau, Oberreichenbacher Straße 1 (Karte)      | 18. Jh.            | ehem. Mühle und Hammer; Wohn- und Verwaltungsgebäude des ehemaligen Langenauer Hammerwerks; letztes erhaltenes Bauwerk des Langenauer Hammers bzw. des Hammerwerkes von Ferdinand Weinhold, nach der Stilllegung des Betriebes langjährig leerstehend und im Verfall begriffen, als wichtiges Zeugnis der Industriegeschichte der Region und des Ortes von regionalgeschichtlicher und industriegeschichtlicher Bedeutung. | 08991271 |
| Direkt Bild zu diesem Denkmal hochladen | Himmelsmühle oder Ölmühle Langenau          | Langenau, Lochmühlenweg 9 (Karte)                 |                    | ehem. Himmelsmühle oder Ölmühle Langenau |          |
| Direkt Bild zu diesem Denkmal hochladen | Gehegemühle oder Lochmühle Langenau         | Langenau, Lochmühlenweg 10 (Karte)                |                    | ehem. Gehegemühle oder Lochmühle Langenau, ruinös; Mauerreste der Mühle, Mühlgraben sowie ehem. Stall und Scheune; Putzbauten mit stattlicher Kubatur und markantem Mansarddach, Mühlgraben deutlich im Gelände erkennbar, von orts- und technikgeschichtlicher Bedeutung, durch Einbettung in das Wasserversorgungssystem des lokalen Bergbaus auch von bergbaugeschichtlicher Bedeutung. | 08991254 |
| Direkt Bild zu diesem Denkmal hochladen | Barthelmühle Himmelsfürst                   | St. Michaelis, Fürstenweg (Karte)                 |                    | ehem. Barthelmühle Himmelsfürst, ruinös |          |
| Direkt Bild zu diesem Denkmal hochladen | Obermühle Linda                             | Linda, Zur Schrödermühle 1 (Karte)                |                    | ehem. Obermühle Linda |          |
|                                         | Schrödermühle Linda                         | Linda, Zur Schrödermühle 3 (Karte)                |                    | ehem. Schrödermühle Linda, von 1971 bis 1990 Ferienheim, jetzt Pension |          |
| Weitere Bilder                          | Oelmühle Oberschöna                         | Oberschöna, Dorfstraße 101 (Karte)                | 1843               | ehem. Oelmühle oder Niedermühle Oberschöna, von 1954 bis 1990 Ferienheim, seit 1994 Gaststätte und Pension |          |
| Direkt Bild zu diesem Denkmal hochladen | Opitzmühle Oberschöna                       | Oberschöna, Dorfstraße 92 (Karte)                 |                    | ehem. Opitzmühle Oberschöna, abgerissen (wüst), genaue Lage unklar |          |
| Direkt Bild zu diesem Denkmal hochladen | Hofmühle Oberschöna                         | Oberschöna, Dorfstraße 28 (Karte)                 | 1830               | ehem. Hofmühle Oberschöna; Wohnhaus und angebaute Mühle mit technischer Ausstattung; straßenbildprägendes Gebäudeensemble, baugeschichtlich, ortsgeschichtlich und technikgeschichtlich von Bedeutung. | 09209092 |
| Direkt Bild zu diesem Denkmal hochladen | Mühle Oberschöna                            | Oberschöna, Dorfstraße 2, 3 und 4 (Karte)         |                    | ehem. Mühle Oberschöna am Wegefahrter Viadukt |          |
| Direkt Bild zu diesem Denkmal hochladen | Mittelmühle Kleinschirma                    | Kleinschirma, Wegefarther Straße 30 (Karte)       | 1835               | ehem. Mittelmühle Kleinschirma am Schirmbach; Mühle; regionaltypischer Fachwerkbau, baugeschichtlich, ortsgeschichtlich und technikgeschichtlich von Bedeutung. | 09209077 |
| Direkt Bild zu diesem Denkmal hochladen | Niedermühle Kleinschirma                    | Kleinschirma, Zum Mühlgraben 1 (Karte)            |                    | ehem. Niedermühle Kleinschirma am Schirmbach, genaue Lage unklar |          |
| Direkt Bild zu diesem Denkmal hochladen | Wegefarther Mühle                           | Wegefarth, Talstraße 41 (Karte)                   | 19. Jh.            | ehem. Wegefarther Mühle oder Teichmann-Mühle; Mahlmühlengebäude, Müllerwohnhaus und Scheune eines Mühlenanwesens; frühe Industrieanlage, baugeschichtlich, ortsgeschichtlich und technikgeschichtlich von Bedeutung. | 09208885 |
| Direkt Bild zu diesem Denkmal hochladen | Mühle Wingendorf                            | Wingendorf, Frankensteiner Straße 15 (Karte)      | 2. Hälfte 18. Jh.  | ehem. Mühle Wingendorf am Kemnitzbach; Mühle und Wohnhaus, heute Wohnhaus, sowie Rest des Mühlgrabens zwischen Mühle und Einlauf in den Kemnitzbach; weitgehend original erhaltener Bau aus dem 18. Jh. von baugeschichtlicher und ortsgeschichtlicher Bedeutung. | 09240628 |
| Direkt Bild zu diesem Denkmal hochladen | Stephansmühle Wingendorf                    | Wingendorf, Im Kemnitztal 9 (Karte)               |                    | ehem. Stephansmühle Wingendorf |          |
| Direkt Bild zu diesem Denkmal hochladen | Talmühle Zechendorf                         | Zechendorf, Niedere Reihe (Karte)                 |                    | ehem. Talmühle Zechendorf |          |
| Direkt Bild zu diesem Denkmal hochladen | Kirsten-Mühle Bräunsdorf                    | Bräunsdorf, Turbinenhaus (Karte)                  |                    | ehem. Kirsten-Mühle Bräunsdorf, 1905 durch Brand zerstört, abgerissen, jetzt Wasserkraftwerk |          |
| Direkt Bild zu diesem Denkmal hochladen | Riechberger Mühle                           | Riechberg, Striegistalstraße 8 (Karte)            | 1. Hälfte 19. Jh.  | ehem. Riechberger Mühle; Wohnhaus; Obergeschoss Fachwerk verkleidet, entscheidend bildprägend, baugeschichtlich von Bedeutung. | 08961823 |
| Direkt Bild zu diesem Denkmal hochladen | Hammermühle Riechberg                       | Riechberg, Hammermühle 1 (Karte)                  |                    | urspr. Mahl- und Brettmühle in Riechberg, benannt nach dem Besitzer Hammer, um 1900 Tuchfabrik, danach Wattefabrik Max Stenker, ab 1971 VEB Polsterwatte Riechberg, 1992 Insolvenz, jetzt Wasserkraftwerk |          |
| Direkt Bild zu diesem Denkmal hochladen | Richtermühle Riechberg                      | Riechberg, Hammermühle 4 (Karte)                  |                    | ehem. Richtermühle Riechberg, urspr. eine Ölmühle, jetzt Wohnhaus |          |
| Direkt Bild zu diesem Denkmal hochladen | Wiesenmühle Mobendorf                       | Mobendorf, Zur Wiesenmühle 10 (Karte)             |                    | ehem. Wiesenmühle Mobendorf, urspr. eine Brettmühle, später Gaststätte Wiesenmühle, jetzt Wohnhaus |          |
| Direkt Bild zu diesem Denkmal hochladen | Neuheumühle Mobendorf                       | Mobendorf, Zur Wiesenmühle 9 (Karte)              | 1841               | ehem. Neuheumühle Mobendorf, später Spinnerei und Weberei, Filztuchfabrik Hertwig, dann Kinderferienlager und Ferienheim, jetzt Asylbewerberheim |          |
| Direkt Bild zu diesem Denkmal hochladen | Heumühle Mobendorf                          | Mobendorf, Heumühlenstraße 8 (Karte)              |                    | ehem. Heumühle oder Luftmühle Mobendorf, benannt nach dem Besitzer Paul Luft, Dreiseithof mit Mahl-, Schneide- und Ölmühle, Betrieb um 1945 eingestellt, jetzt Wohnhaus |          |
| Direkt Bild zu diesem Denkmal hochladen | Schubert-Mühle Langhennersdorf              | Langhennersdorf, Hauptstraße 69 (Karte)           | 1841               | ehem. Schubert-Mühle Langhennersdorf am Langhennersdorfer Bach (Perzebach); Mühlengebäude und Seitengebäude eines Mühlenanwesens; Mühle Obergeschoss Fachwerk, Seitengebäude verbretterte Holzkonstruktion, baugeschichtlich und ortsgeschichtlich von Bedeutung. | 09208953 |
| Direkt Bild zu diesem Denkmal hochladen | Dietz-Mühle Langhennersdorf                 | Langhennersdorf, Am Mühlgraben 14 (Karte)         | um 1800            | ehem. Dietz-Mühle Langhennersdorf am Langhennersdorfer Bach; Mühle; zwei originale Türstöcke, einer mit Schlussstein und Müllerwappen, baugeschichtlich und technikgeschichtlich von Bedeutung. | 09208988 |
| Direkt Bild zu diesem Denkmal hochladen | Börnermühle Seifersdorf                     | Seifersdorf, Mühlenstraße 16 (Karte)              | 1841               | ehem. Börnermühle Seifersdorf am Langhennersdorfer Bach; Mühlenwohnhaus mit technischer Ausstattung und Scheune; Gebäude mit Holzkonstruktion in exponierter Lage, baugeschichtlich, ortsgeschichtlich und technikgeschichtlich von Bedeutung. | 08991781 |
| Direkt Bild zu diesem Denkmal hochladen | Goßberger Mühle                             | Goßberg, Reichenbacher Straße 8 (Karte)           | 1865               | ehem. Goßberger Mühle, Mahl- und Sägemühle, später Sägewerk, jetzt Gaststätte und Pension; Mühlengebäude, Seitengebäude, Scheune und zwei Schuppen eines Mühlenanwesens; Ensemble von mehreren Bauten unterschiedlichen Alters, großes Wohnmühlengebäude mit qualitätvollem, spätklassizistischem Eingangsportal und dem Seitengebäude mit Mansarddach und Stichbogenportalen, baugeschichtlich, ortsgeschichtlich und technikgeschichtlich von Bedeutung.                                                                                             | 09244368 |
| Direkt Bild zu diesem Denkmal hochladen | Spinnerei Pappendorf                        | Pappendorf, Richard-Witzsch-Straße 80a (Karte)    |                    | ehem. Spinnerei Pappendorf, ab 1876 Spinnerei F. W. Büschel & Söhne, ab 1896 Tapetenfabrik „Europa“ von Ottokar Anderlik, unter Denkmalschutz steht nur die von 1900 bis 1902 von Anderlik erbaute Fabrikantenvilla (Nr. 80). Von 1908 bis 1912 Papier-, Pappen- und Kartonagenfabrik im Besitz von Otto Paul Fischer, ab 1914 Übernahme der Firma durch Friedrich Schlieder (1889–1982), jetzt Pappenfabrik Friedrich Schlieder KG, 1972 Ende der Pappenherstellung und Übernahme der Gebäude durch die LPG Pappendorf, ab 1995 Kleinwasserkraftwerk. | 09244359 |
| Direkt Bild zu diesem Denkmal hochladen | Obermühle; Schubert-Mühle Pappendorf        | Pappendorf, Mühlstraße 7 (Karte)                  | 2. Viertel 19. Jh. | ehem. Schubert-Mühle oder Obermühle Pappendorf, jetzt Senfmanufaktur; Mühle mit vorhandener Mühlentechnik; markantes großes Gebäude mit hohem, steilem Schopfwalmdach, baugeschichtlich, ortsgeschichtlich und technikgeschichtlich von Bedeutung. | 09244350 |
| Direkt Bild zu diesem Denkmal hochladen | Niedermühle Pappendorf                      | Pappendorf (Karte)                                |                    | ehem. Niedermühle Pappendorf, Mahl- und Schneidemühle, Spinnerei Kirbach & Bernhardt Pappendorf, ab 1889 Tuch- und Flanellfabrik P. Kirbach & Söhne KG bis 1972, danach bis 1990 VEB Wolldecke Pappendorf, durch das Hochwasser von 2002 stark verwüstet, 2003 abgerissen (wüst), genaue Lage unklar |          |
| Direkt Bild zu diesem Denkmal hochladen | Mühle Kaltofen                              | Kaltofen, Heldental (Karte)                       | 1845               | ehem. Mühle Kaltofen, Mahlmühle und Schafwollspinnerei F. W. Zimmermann, ab 1900 Mechanische Fließ-Fabrik Beyer und Müller, ab 1936 Oskar Drope KG, Wattefabrik zu Kaltofen, ab 1972 VEB Wattefabrik Kaltofen, 1990 Insolvenz, abgerissen (wüst), genaue Lage unklar |          |
| Direkt Bild zu diesem Denkmal hochladen | Wolfsmühle Berbersdorf                      | Berbersdorf, Talstraße 17a (Karte)                |                    | ehem. Wolfsmühle Berbersdorf am Berbersdorfer Bach, genaue Lage unklar |          |
| Direkt Bild zu diesem Denkmal hochladen | Berbersdorfer Mühle oder Neumühle           | Berbersdorf, Am Striegiszusammenfluss 1-3 (Karte) | 1790               | ehem. Berbersdorfer Mühle oder Neumühle Berbersdorf, Säge- und Mahlmühle, später Kistenfabrik, 1941 abgebrannt, jetzt Holzfachmarkt |          |
| Mühlen an der vereinigten Striegis      |                                             |                                                   |                    | |          |
| Direkt Bild zu diesem Denkmal hochladen | Mühle Berbersdorf                           | Berbersdorf, Am Striegiszusammenfluss 7           |                    | ehem. Mühle Berbersdorf, genaue Lage unklar |          |
| Direkt Bild zu diesem Denkmal hochladen | Obere Mühle Böhrigen                        | Böhrigen, Waldstraße 3 (Karte)                    | 1846               | ehem. Obere Mühle des Ritterguts Böhrigen, ab 1860 Spinnerei, Weberei und Walkerei von Carl Gustav Leonhardt sen., ab 1932 als Gebrüder Theile Pressspanfabrik Böhrigen im Besitz von Horst und Adalbert Theile, ab 1972 verstaatlicht als VEB Papierfabrik Dreiwerden, Werk III Böhrigen, um 2011 abgerissen (wüst) |          |
|                                         | Untere Mühle Böhrigen                       | Böhrigen, Karl-Wagner-Straße 2 (Karte)            | 1837               | ehem. Untere Mühle, Spinnerei, später Wollwarenfabrik F. G. Lehmann Böhrigen, im Besitz des Textilfabrikanten Friedrich Gottlob Lehmann (1805–1869), von 1869 bis 1914 Lehmanns Erben (Robert und Wilhelm Lehmann) gehörend, ab 1914 Textilfirma der Marschel Frank Sachs AG Chemnitz. |          |
| Direkt Bild zu diesem Denkmal hochladen | Etzdorfer Mühle                             | Etzdorf (Karte)                                   |                    | ehem. Etzdorfer Mühle, Mahl-, Schneide- und Ölmühle, abgerissen (wüst) |          |
| Direkt Bild zu diesem Denkmal hochladen | Mühle und Spinnerei Grunau                  | Grunau, Talstraße 52; 53 (Karte)                  | Mitte 19. Jh.      | ehem. Mühle Grunau, später Spinnerei; Mühle und Wohnstallhaus; straßenbildprägende Gebäude, markanter, in seiner Baukubatur originaler Putzbau von ortsgeschichtlicher Bedeutung. | 09207749 |
| Direkt Bild zu diesem Denkmal hochladen | Papierfabrik Grunau                         | Grunau (Karte)                                    |                    | ehem. Papierfabrik Grunau, jetzt Wasserkraftwerk |          |
| Direkt Bild zu diesem Denkmal hochladen | Grunauer Mühle oder Grüner Mühle            | Grunau, Talstraße 2-3 (Karte)                     | Mitte 19. Jh.      | ehem. Grunauer Mühle; Mühlengebäude und Scheune; als ehemalige Mühle und Holzschleiferei von orts- und technikgeschichtlicher Bedeutung, guter Originalzustand. | 09207741 |

## Liste von Mühlen an der Kleinen Striegis
Die Liste der ehemaligen Mühlen ist entsprechend der örtlichen Lage von der Quelle bis zur Mündung gegliedert.
| Bild                                    | Bezeichnung                               | Lage                                                   | Datierung         | Beschreibung | ID       |
| --------------------------------------- | ----------------------------------------- | ------------------------------------------------------ | ----------------- | --- | -------- |
| Direkt Bild zu diesem Denkmal hochladen | Obermühle Schönerstadt                    | Schönerstadt, Hauptstraße (Karte)                      |                   | ehem. Obermühle Schönerstadt |          |
| Direkt Bild zu diesem Denkmal hochladen | Mittelmühle Schönerstadt                  | Schönerstadt, Hauptstraße (Karte)                      |                   | ehem. Mittelmühle Schönerstadt |          |
| Direkt Bild zu diesem Denkmal hochladen | Niedermühle Schönerstadt                  | Schönerstadt, Hauptstraße 63 (Karte)                   |                   | ehem. Niedermühle Schönerstadt, genaue Lage unklar |          |
| Direkt Bild zu diesem Denkmal hochladen | Obermühle Langenstriegis                  | Langenstriegis, Am Eichelberg 9 (Karte)                |                   | ehem. Obermühle Langenstriegis, Getreidemühle, Mahlbetrieb 1979 eingestellt |          |
| Direkt Bild zu diesem Denkmal hochladen | Mittelmühle Langenstriegis                | Langenstriegis, An der kleinen Striegis 31 (Karte)     |                   | ehem. Mittelmühle Langenstriegis, Vierseithof, bereits um 1900 Mühlenbetrieb eingestellt |          |
| Direkt Bild zu diesem Denkmal hochladen | Niedermühle Langenstriegis                | Langenstriegis, An der Kleinen Striegis 3 (Karte)      | 2. Hälfte 19. Jh. | ehem. Niedermühle Langenstriegis, Säge-, Öl- und Mahlmühle, oberschlächtiges Wasserrad von 1934, mit einem Durchmesser von ca. 4 m; Mühle mit Wohnhaus, Seitengebäude, Scheune und Mühlentechnik; von besonderem Wert als geschlossen erhaltene historische Mühlenanlage, baugeschichtlich, ortsgeschichtlich und technikgeschichtlich von Bedeutung. | 09244298 |
| Direkt Bild zu diesem Denkmal hochladen | Obermühle Berthelsdorf                    | Berthelsdorf, Berthelsdorfer Straße 117 (Karte)        |                   | ehem. Obermühle Berthelsdorf, Maschinenhaus der Sägemühle noch vorhanden |          |
| Direkt Bild zu diesem Denkmal hochladen | Mittelmühle Berthelsdorf                  | Berthelsdorf, Berthelsdorfer Straße 87 (Karte)         | 1863              | ehem. Mittelmühle Berthelsdorf, Mahlmühle, genaue Lage unklar |          |
| Direkt Bild zu diesem Denkmal hochladen | Lohmühle Berthelsdorf                     | Berthelsdorf, Berthelsdorfer Straße 50 (Karte)         |                   | ehem. Lohmühle Berthelsdorf, genaue Lage unklar |          |
|                                         | Stadtmühle Hainichen                      | Hainichen, An der Mühle 1 (Karte)                      | 18. Jh.           | ehem. Stadtmühle Hainichen; als Stadtmühle besondere stadtgeschichtliche und baugeschichtliche Bedeutung. | 09304548 |
| Direkt Bild zu diesem Denkmal hochladen | Spinnerei Hainichen                       | Hainichen, Brüderstraße 6 und Mühlgraben 1c (Karte)    | 1844              | ehem. Mühle und Spinnerei Hainichen; Spinnereigebäude (Brüderstraße 6) mit angebautem Seitengebäude und Hinterhaus (Mühlgraben 1c); später Wollwarenfabrik mit Wohn-, Produktions- und Lagergebäuden, heute Wohnhaus, authentisch erhaltenes Gebäudeensemble von geschichtlicher Bedeutung.                                                           | 08967651 |
| Direkt Bild zu diesem Denkmal hochladen | Mühle Crumbach                            | Crumbach, Mühlweg 3 (Karte)                            |                   | ehem. Mühle Crumbach, später Fabrik |          |
| Direkt Bild zu diesem Denkmal hochladen | Mühle und Spinnerei Crumbach              | Crumbach, Striegisweg 3 (Karte)                        |                   | ehem. Mühle Spinnerei Crumbach, später Spinnerei |          |
| Direkt Bild zu diesem Denkmal hochladen | Kratzmühle Schlegel                       | Schlegel, Kratzmühler Straße 4-6 (Karte)               |                   | ehem. Kratzmühle Schlegel, abgerissen (wüst), genaue Lage unklar |          |
|                                         | Lohmühle Ottendorf                        | Ottendorf, Striegistalweg (Karte)                      |                   | ehem. Lohmühle Ottendorf, Walkmühle, ruinös |          |
| Weitere Bilder                          | Steyermühle Schlegel                      | Schlegel, Steyermühle 1 (Karte)                        | 1784              | ehem. Steyermühle Schlegel, bis 2002 Gaststätte; Wassermühle; Mahlmühle mit oberschlächtigem Wasserrad, Fachwerkbau, schönes Porphyrportal mit Schlussstein, technikgeschichtlich von Bedeutung. | 09244417 |
| Direkt Bild zu diesem Denkmal hochladen | Katzenmühle Ottendorf                     | Ottendorf (Karte)                                      |                   | ehem. Katzenmühle Ottendorf am Pahlbach, Mahlmühle, später Walkmühle, abgerissen (wüst) |          |
| Direkt Bild zu diesem Denkmal hochladen | Neumühle Ottendorf                        | Ottendorf, Heldental (früher Nossener Str. 59) (Karte) |                   | ehem. Neumühle Ottendorf, Schleifmühle zur Verarbeitung von Serpentinstein, jetzt Wohnhaus |          |
| Direkt Bild zu diesem Denkmal hochladen | Schlegeler Mühle                          | Schlegel, Schlegeler Straße 34 (Karte)                 |                   | ehem. Schlegeler Mühle |          |
| Direkt Bild zu diesem Denkmal hochladen | Arnsdorfer Mühle oder Alte Mühle Arnsdorf | Arnsdorf, Mühlweg 1 (Karte)                            | Mitte 19. Jh.     | ehem. Arnsdorfer Mühle, urspr. Rittergutssägewerk, Mühle bis 1960 in Betrieb, Sägewerk 1970 abgerissen; unter Denkmalschutz steht: Wohnhaus der Alten Mühle; ortsgeschichtliche Bedeutung. | 08955749 |

## Ausführliche Denkmaltexte
1. ↑  
Ehemalige Ölmühle, vermutlich 1780 erbaut. 1843 befand sie sich im Eigentum von August Friedrich Enzmann. Seit 1884 war Karl August Lötsch der Ölmüller. 1891 kam es zum Brand. Seit 1920 befand sich in der Mühle ein Handel mit Leinöl. Seit 1923 wechselte die Nutzung der Gebäude mehrfach. Beispielsweise befand sich hier die Sattlerei von Albert Mildner, es wurden  Holzwaren produziert. Lange Zeit befand sich in den Räumen die Linealfabrik von Richard und Frieda Loos, weiterhin eine Knochen- und Getreideschroterei (Bezeichnung: Knochenmühle), 1939 - 1942 eine durch Kurt Schlieder betriebene Holzriemenscheiben-Produktion. Das in seinem äußeren Erscheinungsbild ungewöhnliche Gebäude prägt durch seine markante Lage im Zwickel zwischen der Neuen Hauptstraße und dem Oberen Siedlungsweg das Ortsbild maßgeblich. Hakengrundrisse, wie sie bei diesem Hauskomplex anzutreffen sind, gibt es in Mittelsachsen nur selten. In diesem Fall ist die Wahl des Grundrisses nutzungsbedingt und sicherlich auch durch die Grundstücksgrenze und -lage begründet. Der zweigeschossige Putzbau mit schlichten Natursteinfenstereinfassungen und abschließendem Satteldach ist weitgehend im bauzeitlichen Zustand überliefert. Durch die vielfältigen Nutzungen des Gebäudekomplexes erlangt dieser eine große Bedeutung für die wirtschaftliche Entwicklung des Ortes, als authentisch erhaltener Mühlen- und Wohnhausbau aus der Zeit um 1800 wird dieser auch noch zum wichtigen Zeugnis ländlichen Bauhandwerks. Der Denkmalwert ergibt sich demnach vor allem aus der bau- und ortsgeschichtlichen Bedeutung der alten Ölmühle.
2. ↑  
Im Jahr 1764 errichtete Johann Gottfried Ulbricht am Zusammenfluss von Schwarzbach und Striegis aus einer alten Schmelzhütte eine Schmiede. Er stellte fortan Bergbau- und Hüttenwerkzeuge her. Wasserkraft für den Betrieb zweier Schwanzhämmer war zur Genüge vorhanden. 1829 übernahm Herr Martini als zweiter Besitzer die Schmiede, dessen Vorfahren Frohnauer Hammerschmiede gewesen waren. 1850 erwarb der aus dem alten Erdmannsdorfer Hammergeschlecht stammende Ferdinand Weinhold das Hammerwerk. Bis um 1900 produzierten hier 4 bis 5 Angestellte Bergbau- und Hüttenwerkzeuge. 1903 übernahm dessen Sohn Ferdinand Weinhold das Hammerwerk, der als erster in Sachsen Gesenkschmiedestücke herstellte. Aus der alten Hammerschmiede entstand in kontinuierlicher Entwicklung die Gesenkschmiederei, Preß- und Hammerwerke Ferdinand Weinhold. 1939 zum 175-jährigen Betriebsjubiläum hatte das Werk 200 Beschäftigte. 1946 erfolgte die Enteignung des Hammerwerkes F. Weinhold. Fünf Jahre später schlossen sich der Langenauer und die Brand-Erbisdorfer Betriebe zum VEB Preß- und Schmiedewerk "Einheit" Brand-Erbisdorf zusammen. Am 31. März 1983 erfolgte der letzte "Dampfhammerschlag" (lt. Häuserchronik von Langenau). Anschließend wurden in Langenau sog. "Konsumgüter" produziert. Nach 1989 wurde der Standort Langenau aufgegeben. Ein neuer Investor begann mit der Sanierung des Hauptgebäudes, die jedoch vollständig zum Erliegen kam. Große Teile des Werkes wurden 1993 abgebrochen, nur das inzwischen ruinöse ehemalige Wohn- und Verwaltungsgebäude, ein ebenfalls ruinöses Pförtnerhaus und Mauerreste stehen heute noch.
Noch kündet das ruinöse Wohn- und Verwaltungsgebäude des Weinholdschen Hammerwerkes vom bedeutendsten Industriebetrieb Langenaus, welcher auch überregional Bedeutung erlangte. Der Denkmalwert dieses einzigen erhaltenen Hammerwerkgebäudes ergibt sich aus dessen Erinnerungswert an die Wirtschafts- und Industriegeschichte des Ortes.
  - Wohnhaus: Erdgeschoss massiv, Eingänge mit abgeschrägtem Backsteingewände, Obergeschoss teils verbrettert, teils verschiefert, Erker, Fenster mit Sprossung, Krüppelwalmdach, drei Gaupen, Schieferdeckung
  - Torhaus: massiv, Sockel und Ecklisenen aus Bruchstein, Walmdach, Schieferdeckung
  - Vier Torpfeiler: Sandstein, ca. 1,80 m, oben abgeschrägt
  - Natursteinmauer: zum Haus hin mit Abschwung
3. ↑   
Lochmühle: 
Die „Gehegemühle“ wird laut Kirchenchronik 1743 durch den Gerichtsherren und Rittergutsbesitzer von Ober- und Niederlangenau Gottlob Heinrich Griebe erbaut. Bereits seit 1749 ist auch der parallel verwendete Name „Lochmühle“ belegt und hat seinen Ursprung möglicherweise in der Grenzlage der Mühle zwischen dem Hersfelder Lehen des hessischen Klosters Hersfeld und dem Besitz des  Klosters Altenzelle bei Nossen. Möglicherweise ist er aber auch in der regen Bergbautätigkeit vor Ort und den nahen Mundlöchern begründet. Diese enge Verbindung zwischen Mühlenbetrieb und lokaler Bergbautätigkeit wird auch angesichts eines Vertrags von 1791 zwischen den Rittergutsbesitzern, Mühlenpächtern und der Fundgrube Himmelsfürst über die Nachnutzung des Mühlenaufschlagwassers durch die nahegelegene Sieben Planeten Fundgrube deutlich. Dieser führte zur Anlage eines heute noch im Gelände sichtbaren Kunstgrabens zwischen Lochmühle und Sieben Planeten (vgl. 09208597).

Die beiden erhaltenen Gebäude der Mühle – ehemals Stallgebäude sowie Scheune – wurden vermutlich ab 1755, mit Sicherheit aber bis 1787 errichtet und weisen möglicherweise auf eine zusätzlich zum Mühlengeschäft aufgenommene Landwirtschaft hin. Um 1800 ergänzte ein um 1875 wieder abgebrochener Schuppen östlich des vorbeiführenden Mühlweges zwischen den Gemeinden Langenau und Linda den Mühlenkomplex. Neben diesen Gebäuden gehörten 1843 auch der umschlossene Hofraum, ein Garten, Wiesen und Felder zum Grundstück. Bis zum Brand der Lochmühle 1924 wurde der Komplex mit angeschlossener Bäckerei durchgängig von Pachtmüllern bzw. ab dem Konkurs des Ritterguts- und Gehegemühlenbesitzers Carl Christian Rudolph 1848 und dem nachfolgenden Verkauf 1849 von privater Hand bewirtschaftet. 1886 ergänzten die Eigentümer den Mahlbetrieb um eine Ölmühle und während des Ersten Weltkriegs um eine kleine Schankwirtschaft. 1919 entstanden in der Scheune Mietwohnungen.

Der Brand 1924 zerstörte das Mühlengebäude und führte damit zum Ende des Mühlenbetriebs, obwohl das Aufschlagwasser durch den Einbau einer Turbine 1928 noch der Stromerzeugung diente und über eine Transformatorenstation am ehemaligen Schuppen in das Elektrizitätsnetz eingespeist wurde. Das ebenfalls abgebrannte Stallgebäude wurde zwischen 1925 und 1932 als Bäckerei, Gaststätte und Pension wieder aufgebaut. Die ehemalige Scheune erlitt keinen Brandschaden und erhielt 1939 im Erdgeschoss einen Garageneinbau. Zwischen 1942 und 1990 wurde der Mittelbau als Erholungsheim genutzt, zunächst von dem Sozialgewerk der Dresdner Handwerker, 1944 bis 1945 vom Amt für Wohlfahrt der NSDAP zur Unterbringung von Kriegsflüchtlingen aus Ostpreußen und als Volkseigentum nach 1945 u. a. von der Karl-Marx-Universität Leipzig. Seit 2006 befindet sich die Lochmühle wieder in Privatbesitz.

Der ab 1925 unter Nutzung der Mauern des Vorgängerbaus wieder aufgebaute Mittelbau der Lochmühle ist ein massives, zweigeschossiges Gebäude mit schiefergedecktem Mansarddach und Dachhecht. Im Erdgeschoss befinden sich zwei Eingänge. Neben der regelmäßigen Reihung der Fenster im Erd- und Obergeschoss fallen vor allem die tiefen Fensterlaibungen im Inneren auf. 

Das Nebengebäude, die zum Wohnhaus umgebaute Scheune, steht rechtwinklig zum Mittelbau und ist als zweigeschossiger Massivbau mit verbrettertem Giebel und schiefergedecktem Krüppelwalmdach ausgeführt. Die Toreinfahrt der Garage weist einen Korbbogenabschluss auf. Von dem 1924 abgebrannten Mühlengebäude sind heute noch Mauerreste nördlich des Mittelbaus erhalten, ebenso ist der Mühlgraben noch gut im Gelände erkennbar.

Die im Striegistal gelegene Lochmühle wird nicht nur in der Häuserchronik für Langenau als die bekannteste Mühle des Ortes bezeichnet, sondern ist der Bevölkerung auch heute noch als Ausflugslokal und Erholungsheim im Gedächtnis. So dokumentieren die heute erhaltenen Gebäude des ehemaligen Mühlenkomplexes nicht nur einen traditionellen Mühlenstandort, sondern auch die vielfältigen Bemühungen des 20. Jahrhunderts, diesen auch nach dem Niedergang des Mühlengewerbes zu erhalten und zu nutzen. Der Standort hatte für das alltägliche Leben der Bevölkerung von Langenau und Linda als Mühle, Bäckerei und als öffentliche Gaststätte über lange Zeit eine große Bedeutung, führte aber auch Ortsfremde in der Nutzungsperiode als Erholungsheim in die Umgebung.

Der Denkmalwert ergibt sich daher eindeutig aus dem ortsgeschichtlichen Wert der erhaltenen Anlage. Auf Grund des langjährigen Leerstandes und des daraus resultierenden ruinösen Zustandes kommt den Bauwerken hingegen nur ein geringer baugeschichtlicher Wert zu, der zudem überwiegend für die letzte Bauperiode zwischen 1925 und 1932 von Relevanz ist. Jedoch lässt sich aufgrund der Reste des ehemaligen Mühlengebäudes und vor allem in Verbindung mit dem weitgehend erhaltenen Mühlgraben eine technikgeschichtliche wie auch bergbaugeschichtliche Bedeutung des Komplexes ableiten, da sowohl die Wasserzuführung und der Mühlradantrieb aufgrund dieser Zeugnisse noch anschaulich bleibt, als auch die Verwobenheit der hiesigen Mühlgräben mit dem bergbaulichen Wasserversorgungssystem aufgrund des weiterführenden, ebenfalls erhaltenen Sieben-Planeten-Kunstgrabens deutlich wird.
  - Mühle: zweigeschossig massiv, Erdgeschoss mit Segmentbogen, innen breite Bogenlaibungen, Mansarddach, Schieferdeckung
  - Nebengebäude: rechtwinklig zum Hauptgebäude, zweigeschossig massiv, korbbogige Toreinfahrt, Giebel verbrettert, Krüppelwalmdach, Schieferdeckung

Laut Kirchenchronik wird 1743 durch den Gerichtsherrn Gottlob Heinrich Griebe die Gehegemühle erbaut. 1843 gehörten zum Grundstück Gebäude, Hofraum, Garten, Wiesen, Felder. 1876/1905 im Besitz von Karl Heinrich Drechsel als Bäckerei und Mühle. 1924 Brand der Mühle und des Seitengebäudes, nur die zum Wohnhaus umgebaute Scheune blieb erhalten. Das alte Mühlengebäude wird nicht mehr aufgebaut. Der mittlere Gebäudetrakt wurde durch Herrn Frohs zur Bäckerei und Gaststätte ausgebaut. 1929 wird das Grundstück als Bäckerei und öffentliche Gaststätte bezeichnet, damals im Besitz von Martin Walther Hänisch. Nach 1945 wird die Gaststätte Volkseigentum. Nach 1956 Nutzung als Erholungsheim u. a. der Karl-Marx-Universität Leipzig, seit 2006 wieder im Privatbesitz. Die im Striegisthal gelegene Lochmühle wird laut Häuserchronik als die bekannteste Mühle des Ortes bezeichnet.
4. ↑   
Frühe Industrieanlage, bau-, orts- und technikgeschichtlich von Bedeutung. in mehreren Bauphasen entstandener Gebäudekomplex, im 19. Jahrhundert zeitweise Mühle und Fabrik, in Bauakten verschiedene Eigentümer nachweisbar: 1873 Mühlen- und Fabrikbesitzer Carl Friedrich Zemmrich, 1881 F. Oswald Pfeiffer, Besitzer der Mahlmühle, 1906 Heinrich Paul Badstübner, 1910 August Friedrich Teichmann, Fabrikbesitzer aus Wingendorf wird Besitzer der Mühle, 1962 Übernahme Mühle durch LPG:
  - Mahlmühlengebäude und technische Ausstattung: 1883 tiefgreifender Umbau unter Einbeziehung älterer Bauteile, zu diesem Zeitpunkt zweigeschossiger Massivbau mit Satteldach ohne Unterkellerung, Baumeister Carl Sohr (Maurer), Vorgängerbau war 1873 schon vorhanden – vermutlich ehemaliges Wohnstallhaus in Massiv- und Fachwerkbauweise, bei Umbau wurden offensichtlich Teile der Umfangsmauern einbezogen, 1895 Einbau einer neuen Mühlentechnik durch Theodor Friedrich & Co., Maschinenfabrik und Mühlenanstalt Schönau b. Chemnitz und Wiederaufbau des abgebrannten Mahlmühlengebäudes, dabei erhielt Gebäude im Wesentlichen sein heutiges Erscheinungsbild:
  - Mahlmühlengebäude (vor 2015 abgebrochen): dreigeschossig, Bruchstein- und Ziegelmauerwerk verputzt, Drempelgeschoss mit Ziegelmauerwerk, Satteldach mit Schieferdeckung, Fenster- und Türeinfassungen durch Natursteingewände eingefasst, im Inneren Holzeinbau, Fußböden mit einfacher Dielung, Zwischendecken auf Ständern und Unterzügen (Holz), original Holztreppen mit Geländer, technische Ausstattung, teilweise von 1895, Wasserrad später durch Elektroantrieb ersetzt, Transmissionsantrieb erhalten, ebenso Fahrstuhl – laut mündlicher Informationen Mühlentechnik nicht erhalten
  - Müllerwohnhaus: 1. Hälfte 19. Jahrhundert, Bruchsteinbau mit Natursteingewänden, bauzeitliche Türportale erhalten
  - Stallscheune: 1. Hälfte 19. Jahrhundert, eingeschossiger verputzter Bruchsteinbau, Satteldach, Toröffnungen, teilweise zugesetzt, aber deutlich erkennbar, 1875 bereits als Schauer in massiver Bauweise nachweisbar.
5. ↑  
Mühle Wingendorf: 
Fachwerk-Obergeschoss mit Asbestplatten verschlagen, Stichbogenportal mit Schlussstein, Erdgeschoss massiv, Proportionen und Fenster- und Türgewände gut erhalten, Satteldach, Fenstergewände Porphyr, ursprünglich Mühle und Bäckerei. Ehemalige Mahlmühle mit Resten des Mühlgrabens zwischen dem Mühlengebäude und dem Kemnitzbach, zeitweise auch Bäckerei, heute Wohnhaus. Landschafts- und zeittypisches Fachwerkhaus mit massivem Erdgeschoss (Fachwerk im Obergeschoss teilweise verkleidet). Das Türportal aus Porphyrtuff mit Schluss-Stein sowie die Fenstergewände im Erdgeschoss blieben original erhalten. Das Haus wird durch ein Satteldach abgeschlossen. Als einzige erhaltene Mühle des Ortes erlangt diese ortsgeschichtliche Bedeutung sowie baugeschichtliche Bedeutung auf Grund ihrer typischen Konstruktion und Gestaltung.
6. ↑  
Goßberger Mühle:
  - Wohnmühlenhaus: zweigeschossiger Bau mit Satteldach, Fassade mit neun Achsen, Tür zentral, profilierte Fenstergewände im ersten Obergeschoss, im Türgewände Handwerkszeichen der Müller und Bezeichnung 1865, Schneidemühle 1814, früher Schrotmühle
  - Seitengebäude: zweigeschossig, Mansarddach, zwei Stichbogenportale, originale Fenster
  - Schuppen: Holzkonstruktion mit Kopfstreben (geschweift)

## Landkarten-Archiv
- Messtischblatt 5145 Oederan
- Messtischblatt 5044 Frankenberg
- Messtischblatt 5045 Langhennersdorf
- Messtischblatt 4944 Waldheim